# Êtes-vous plus fort qu'un élève de 10 ans ?
Êtes-vous plus fort qu'un élève de 10 ans ? est un jeu télévisé français diffusé sur M6 du 3 septembre 2007 au  30 novembre 2007 et présenté par Roland Magdane.

## Principe
Le jeu permettait à des candidats adultes de tester leurs connaissances face à des élèves de primaire.
Le dénouement était soit 100 000 euros soit l'aveu de la part du candidat qu'il n'est pas « plus fort qu'un élève de 10 ans ».

## Déroulement du jeu
Dans un décor de salle de classe, le candidat sélectionnait, avant le changement intervenu le 26 novembre 2007, l'un des dix couples matière / niveau qui lui était proposés (par exemple « Mathématiques CE2 », « Grammaire 6e » ...) avant de découvrir la question issue du programme scolaire associé. À partir du 26 novembre 2007, c'était le présentateur Roland Magdane qui choisissait la question à la place du candidat.
Le candidat pouvait alors choisir l'un des cinq enfants présents sur le plateau pour qu'il vienne à ses côtés pour éventuellement l'aider (avant le 26 novembre 2007, chaque enfant ne pouvait aider le candidat que sur deux questions consécutives). La question était ensuite dévoilée : alors que le candidat réfléchissait, les enfants écrivaient leurs réponses sur une tablette graphique. Le candidat devait ensuite donner sa réponse de vive voix à l'animateur. À partir du 26 novembre 2007, il faisait son choix parmi les propositions données sur le fond grisâtre un peu comme durant le prime du 19 octobre 2007 et un peu comme l'émission de TF1 Qui veut gagner des millions ?. S'il ne la trouvait pas la réponse, il pouvait utiliser trois jokers.
Une fois qu'il avait utilisé un joker, le candidat ne pouvait plus y faire appel, et une fois que tous les jokers étaient utilisés, le candidat ne pouvait plus se faire aider par les enfants. À tout moment, le candidat pouvait décider de repartir avec la somme accumulée jusqu'alors. Dans ce cas, il devait prononcer la phrase : « Non, je ne suis pas plus fort qu'un élève de 10 ans ! ».
Au terme du jeu, si le candidat réussissait à répondre correctement aux dix questions, en ayant accumulé 40 000 euros, il pouvait tenter de répondre à une ultime question, d'un niveau de 6e, lui permettant de gagner les 100 000 euros mis en jeu, après avoir au préalable pris connaissance de la matière sur laquelle la question portait. S'il y répondait mal, il repartait du plateau sans argent.
Plusieurs candidats ont pu répondre correctement aux dix questions et gagner 40 000 euros, mais quatre seulement ont tenté de répondre à l'ultime question à 100 000 euros. Deux ont gagné les cent mille euros, les deux autres sont repartis comme ils sont venus : les mains vides.

### Les jokers
- Soufflage : Avant de donner une réponse, le candidat voyait celle de l'enfant qu'il avait choisi à ses côtés. Il avait alors le choix de suivre la réponse de l'enfant ou de valider la sienne.
- Copiage : Avant de donner une réponse, le candidat s'engageait à suivre celle de son « camarade » avant même d'en avoir pris connaissance.
- Repêchage : Avant le changement du 26 novembre 2007, après que le candidat donnait une mauvaise réponse, ce joker était immédiatement utilisé. On regardait alors la réponse de son « camarade » : si elle était bonne, le candidat continuait, autrement, il quittait le plateau sans argent. Ensuite, ce joker n'était plus automatique, si le candidat pensait avoir la mauvaise réponse, il pouvait faire appel à ce dernier.

À noter qu'il était impossible d'avoir recours au repêchage si le candidat a copié, vu que le repêchage est basé sur la réponse de l'enfant choisi.
Cependant, si la question avait deux choix de réponse possibles et qu'il restait au candidat le repêchage et le soufflage, le candidat pouvait utiliser le soufflage pour avoir la réponse de l'enfant, et ainsi répondre l'inverse, permettant forcément de passer la question.

### Changement de formule
Le 26 novembre 2007, quelques réajustements ont eu lieu dans la mécanique de l'émission. Ces changements sont intervenus au vu des audiences décevantes et après la diffusion des 60 premiers numéros enregistrés durant l'été. 
Les modifications ont été les suivantes :
- Les questions posées étaient d'un niveau plus accessible.
- Les candidats sélectionnés étaient moins diplômés, plus naturels, moins extravertis.
- La question et les propositions de réponse restaient affichés en permanence à l'écran, de façon à retenir les zappeurs.
- Les candidats n'avaient plus le choix entre les matières et les niveaux. Cela allait du plus facile au plus difficile, en commençant par le niveau de cours primaire pour finir par l'entrée en sixième.
- La production avait institué un QCM.
- Les enfants qui intervenaient restaient plus longtemps à l'écran qu'avant et Roland Magdane dialoguait plus avec eux.

## L'échelle des gains
| Question finale : 100 000 € |          |
| 10 000 €                    | 40 000 € |
| 6 000 €                     | 30 000 € |
| 4 000 €                     | 25 000 € |
| 2 000 €                     | 20 000 € |
| 1 000 €                     | 15 000 € |

Après le changement du 26 novembre 2007, il existait une question à 500 €.

## Audiences
Pour sa première diffusion le 3 septembre 2007, le programme a réuni 2 500 000 téléspectateurs et une part de marché de 10,2 % auprès des plus de 4 ans et 18,8 % sur les ménagères avec enfants, soit une progression de 800 000 téléspectateurs par rapport à Malcolm diffusée précédemment. Cependant, au bout de 10 premières émissions, le jeu retrouve des parts de marché comparables à cette série et retombe à 7,6 % de part de marché. 
Le prime time, programmé le 19 octobre 2007 jour du match de coupe du monde de rugby à XV France — Argentine, a regroupé 3 060 000 de téléspectateurs, soit 12 % de part de marché, soit deux fois plus que l'édition quotidienne
Le 23 novembre 2007, M6 a été battu par Le Grand journal de Canal+. Malgré les modifications sur la formule intervenu le 26 novembre 2007, cet écart se creuse avec 1 200 000 de téléspectateurs contre 3 400 000 pour la deuxième partie de l'émission de Canal+.
En raison de ces « contre-performances d'audience significative », M6 annonce dans un communiqué la déprogrammation de Êtes-vous plus fort qu'un élève de 10 ans à compter du 3 décembre 2007. L'émission est remplacée par des rediffusions de Tout le monde déteste Chris.
Pour Roland Magdane, l'émission était en déclin à cause des dix jours de grève et de l'intervention du Président de la République française, où les audiences moyennes variaient entre 1 700 000 et 1 900 000 téléspectateurs. L’humoriste regrette que la chaîne n'ait pas pu « tenir un peu plus longtemps » mais la direction aurait fait valoir des « impératifs de sponsors » . De plus, M6 aurait cassé le contrat qui le liait avec Endemol et Mark Burnett, ce qui pousseraient les sociétés à demander des compensations à la chaîne. Celle-ci choisirait de programmer une autre émission avec les sociétés.
Pour sa dernière diffusion à l'antenne à l'occasion d'un second prime, M6 fait 9,9 % de part de marché, soit 2 323 000 téléspectateurs.